# Primerigonina australis
Genre
Espèce
Primerigonina australis, unique représentant du genre Primerigonina, est une espèce d'araignées aranéomorphes de la famille des Linyphiidae.

## Distribution
Cette espèce se rencontre au Costa Rica et au Panama,. Par erreur, Wunderlich a décrit cette espèce comme provenant du Queensland, il s'est avéré qu'elle provenait du Panama.

## Description
Le mâle décrit par Miller en 2007 mesure 1,60 mm.

## Publication originale
- Wunderlich, 1995 : Primerigonina n. gen., the first endemic Australian spider genus of the subfamily Erigoninae (Arachnida: Araneae: Linyphiidae). Beiträge zur Araneologie, vol. 4, p. 535-537.